# Downpatrick

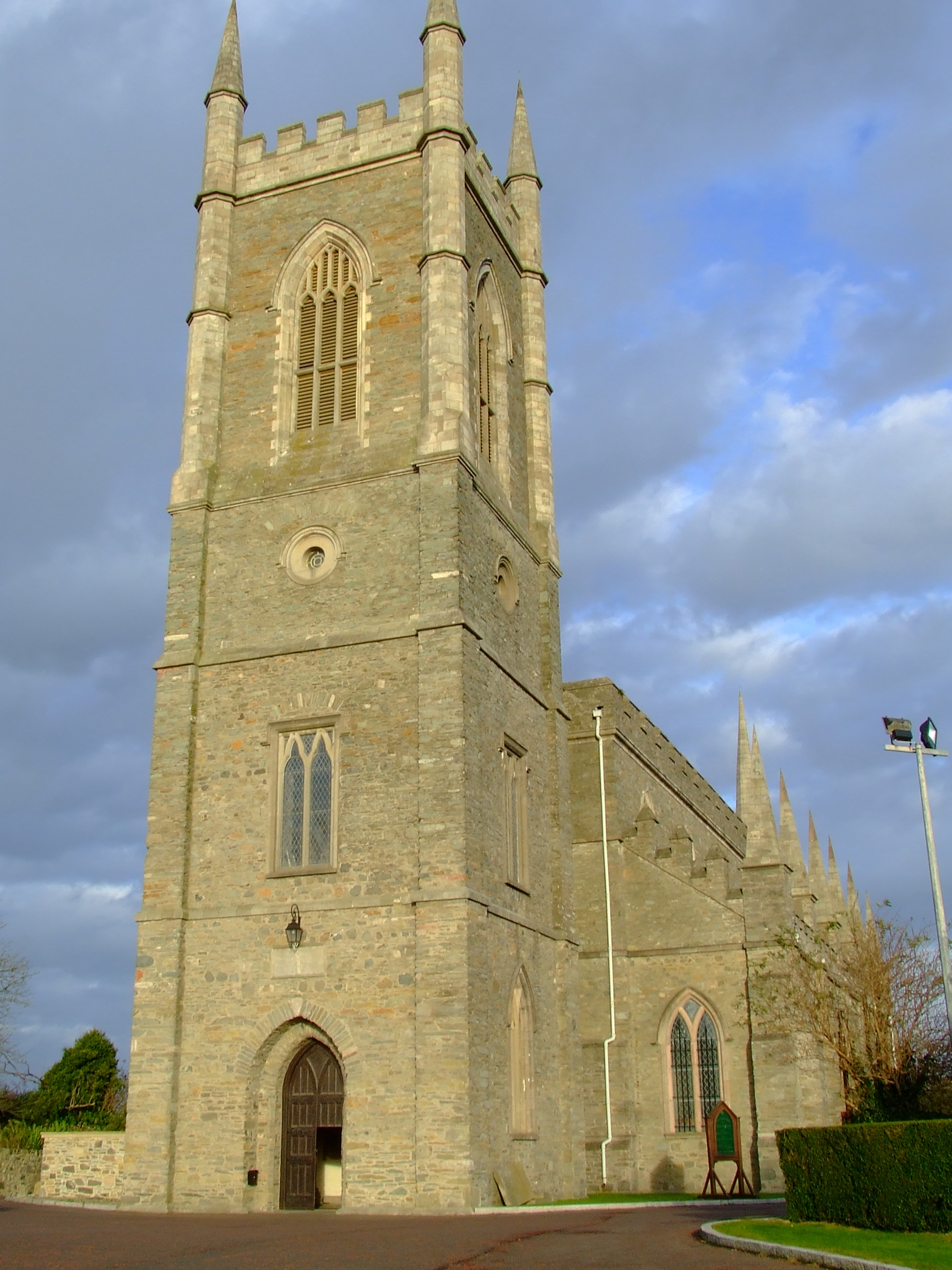
Katedra w Downpatrick

Downpatrick (irl. Dún Pádraig) − miasto w Irlandii Północnej leżące 33 km na południe od Belfastu. Stolica i siedziba rady hrabstwa Down. W 2001 roku miasto zamieszkiwało 10316 osób. Ponad 80% ludności stanowią katolicy.

## Miasta partnerskie
- Stara Zagora, Bułgaria